# Worst Year of My Life Again
Worst Year of My Life Again (em português:  O Pior Ano da Minha Vida, Outra Vez!) foi uma série de televisão australiana produzida pela Australian Children’s Television Foundation (ACTF) e Reflective Pictures para a Australian Broadcasting Corporation. A série foi ao ar entre 29 de abril de 2014 e 19 de julho de 2014, tendo apenas 1 temporada e 13 episódios no total. A série foi gravada entre 23 de abril e 15 de novembro de 2013, na Camberwell High School, Vitória. No Brasil e em toda América Latina, teve sua estreia em 19 de julho de 2014 pelo Disney XD e em 6 de junho de 2015 pelo Disney Channel. Está desde janeiro de 2016 no Netflix. A série também foi exibida pelo CBBC para o Reino Unido.

## História
Worst Year of My Life Again conta a história de Alex King (Ned Napier) um adolescente de 14 anos, que viveu o pior ano de sua vida, quando ele dorme para no dia seguinte acordar no seu aniversário de 15 anos e o primeiro dia de aula, percebe que voltou no tempo e terá que reviver todo o ano anterior de novo.

## Elenco
- Ned Napier como Alex King, personagem principal da série, garoto azarado que sempre está com seus dois melhores amigos: Simon e Maddy e faz de tudo para conquistar Nicola mas acaba sempre se envolvendo em confusões, especialmente com Parker e com o Sr. Norris.
- Laurence Boxhall como Simon Birch, melhor amigo de Alex. Ele é sempre preguiçoso e sempre tenta fazer o mínimo esforço e é engraçado, se denomina o Rei da Pegadinha, no episódio sobre o 1º de Abril. Está sempre tentando conquistar Samantha, irmã mais velha de Alex. Ele menciona ter nascido na Inglaterra.
- Tiarnie Coupland como Maddy Kent, melhor amiga de Alex. Ela é muito inteligente e espontânea e sempre menciona coisas aleatórias. Sempre está tentando convencer Alex que a Nicola não combina com ele, pois Maddy tem uma paixão secreta por ele.
- Lana Golja como Nicola Grey, garota mais bonita e popular da escola. É ela quem Alex tenta conquistar.
- Xander Speight como Parker, sempre pratica bullying com Alex e Simon quando pode.
- Liam Erck como Howe, assistente de Parker, ajuda Parker a fazer bullying com Alex e Simon.
- Kaiting Yap como Loren, melhor amiga de Nicola.
- Jessie Blott como Amy, também melhor amiga de Nicola.
- Bellamy Duke como Hannah, garota alta e ruiva, também chamada de Hannah 'Grandona', também tem uma leve queda amorosa por Alex.
- Fergus McLaren como Toby McPherson, garoto ruivo e mais novo que sofre bullying de todos na escola.
- Arielle O'Neil como Samantha King, Irmã mais velha de Alex
- Annie Jones como Mãe de Alex
- Jeremy Stanford como Pai de Alex
- Syd Brisbane como Sr. Norris, professor de Matemática, que costuma mandar Alex para o castigo por se meter em confusões.
- Kingsley O'Connor como Troy. Troy é atleta e um dos mais populares da escola.

## Exibição
| País / Região  | Canal de TV                                            | Estreia                            |
| -------------- | ------------------------------------------------------ | ---------------------------------- |
| América Latina | Disney XD América Latina Disney Channel América Latina | 19 de julho, 2014 6 de junho, 2015 |
| Austrália      | ABC3                                                   | 26 de abril, 2014                  |
| Brasil         | Disney XD Brasil Disney Channel Brasil                 | 19 de julho, 2014 6 de junho, 2015 |
| Hungria        | Megamax                                                | 7 de junho, 2016                   |
| Reino Unido    | CBBC                                                   | 26 de maio, 2014                   |

## Prêmios e indicações
| Ano  | Prêmio                           | Indicado                    | Resultado | Ref.  |
| ---- | -------------------------------- | --------------------------- | --------- | ----- |
| 2014 | Asian Television Awards          | Melhor Programa Infantil    | Indicado  | [ 4 ] |
| 2014 | Australian Film Institute Awards | Melhor série de TV infantil | Indicado  | [ 4 ] |
| 2014 | AWGIE Awards                     | Melhor série de TV infantil | Indicado  | [ 4 ] |
| 2015 | Logie Awards                     | Melhor Programa Infantil    | Indicado  | [ 4 ] |